# Myocastor coypus

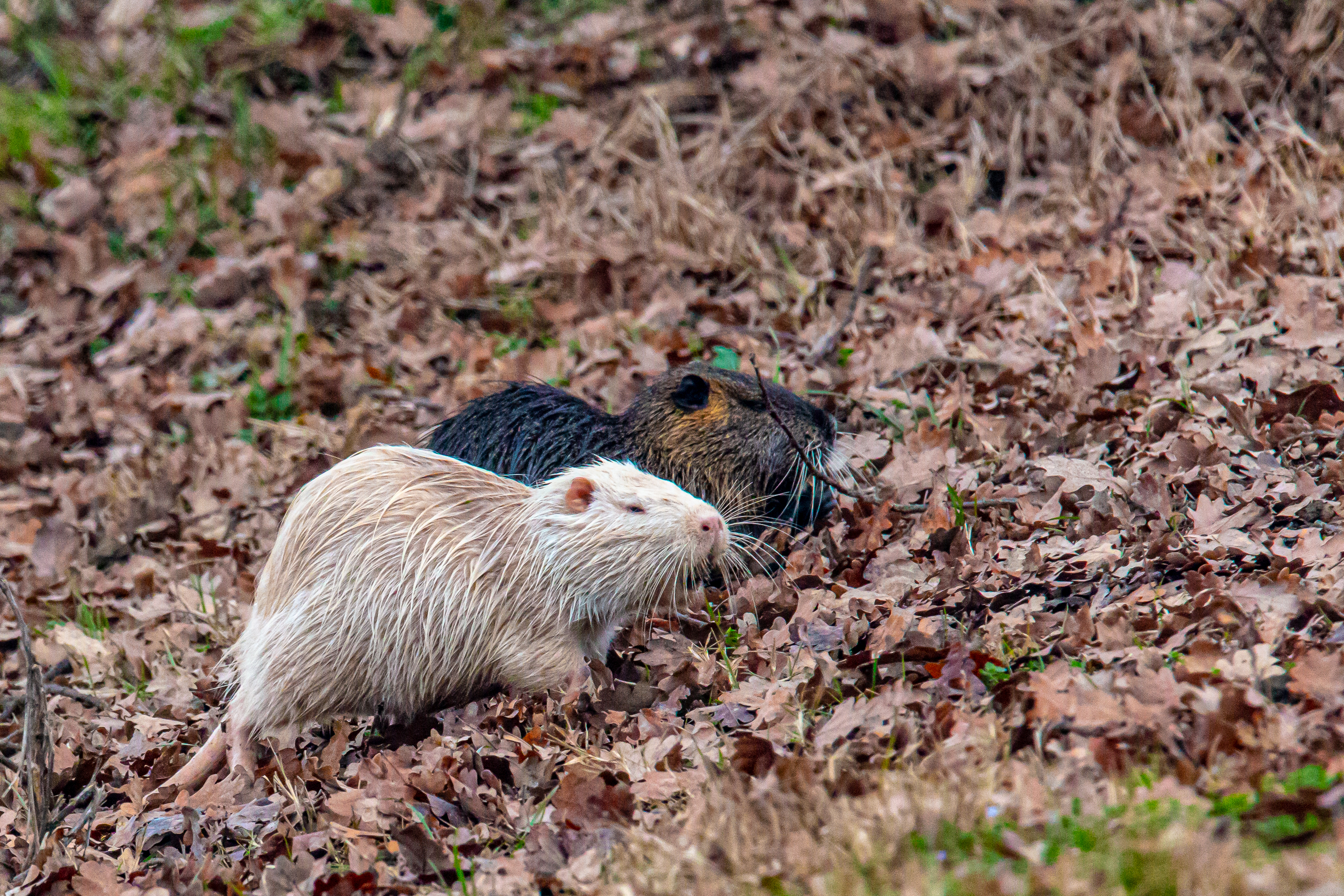
Nutrie nel Pinerolese (TO)

La nutria (Myocastor coypus Molina, 1782), detta anche castoro di palude o castorino, è un mammifero roditore originario del Sud America, unica specie vivente del genere Myocastor. In passato era anche l'unica specie della famiglia Myocastoridae, ma studi recenti l'hanno posta nella famiglia Echimyidae.

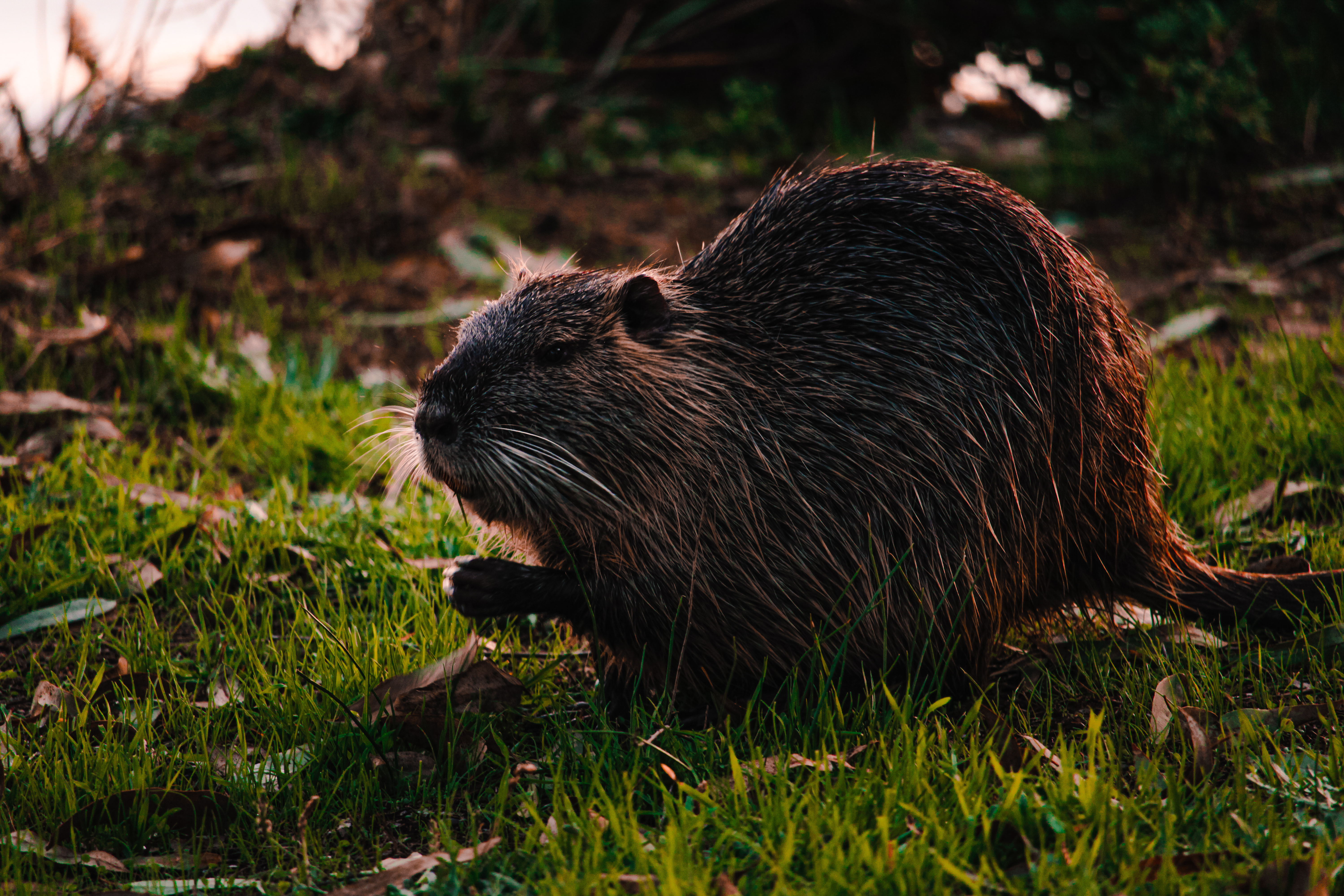
Nutria nel Lazio, Parco Nazionale del Circeo

## Etimologia
Myocastor dal greco antico μῦς?, mŷs ("topo") e κάστωρ, kástōr ("castoro"); e coypus dallo spagnolo coipo o coipú (di origine araucana) "nutria". Il nome comune, nutria, deriva dallo spagnolo nutria, alterazione del latino lutra "lontra".

## Descrizione

### Dimensioni
Roditore di grandi dimensioni, con lunghezza della testa e del corpo tra 43 e 63,5 cm, la lunghezza della coda tra 25,5 e 42,5 cm, la lunghezza del piede tra 12 e 15 cm, la lunghezza delle orecchie tra 2,5 e 3 e un peso tra 5 e 10 kg, talvolta fino a 17 kg. I maschi sono solitamente più grandi delle femmine.

### Caratteristiche craniche e dentarie
Il cranio è robusto, con un processo para-occipitale allungato e curvato anteriormente. La mandibola è di tipo istricognato (Fig.1), è crestata e notevolmente deviata verso l'esterno, la disposizione dei muscoli del massetere è di tipo istricomorfo (Fig.2). Gli incisivi sono larghi e robusti, con lo smalto color arancione brillante. I denti masticatori hanno una corona alta e radici parziali. Sono progressivamente più piccoli e convergenti anteriormente.
Sono caratterizzati dalla seguente formula dentaria: 

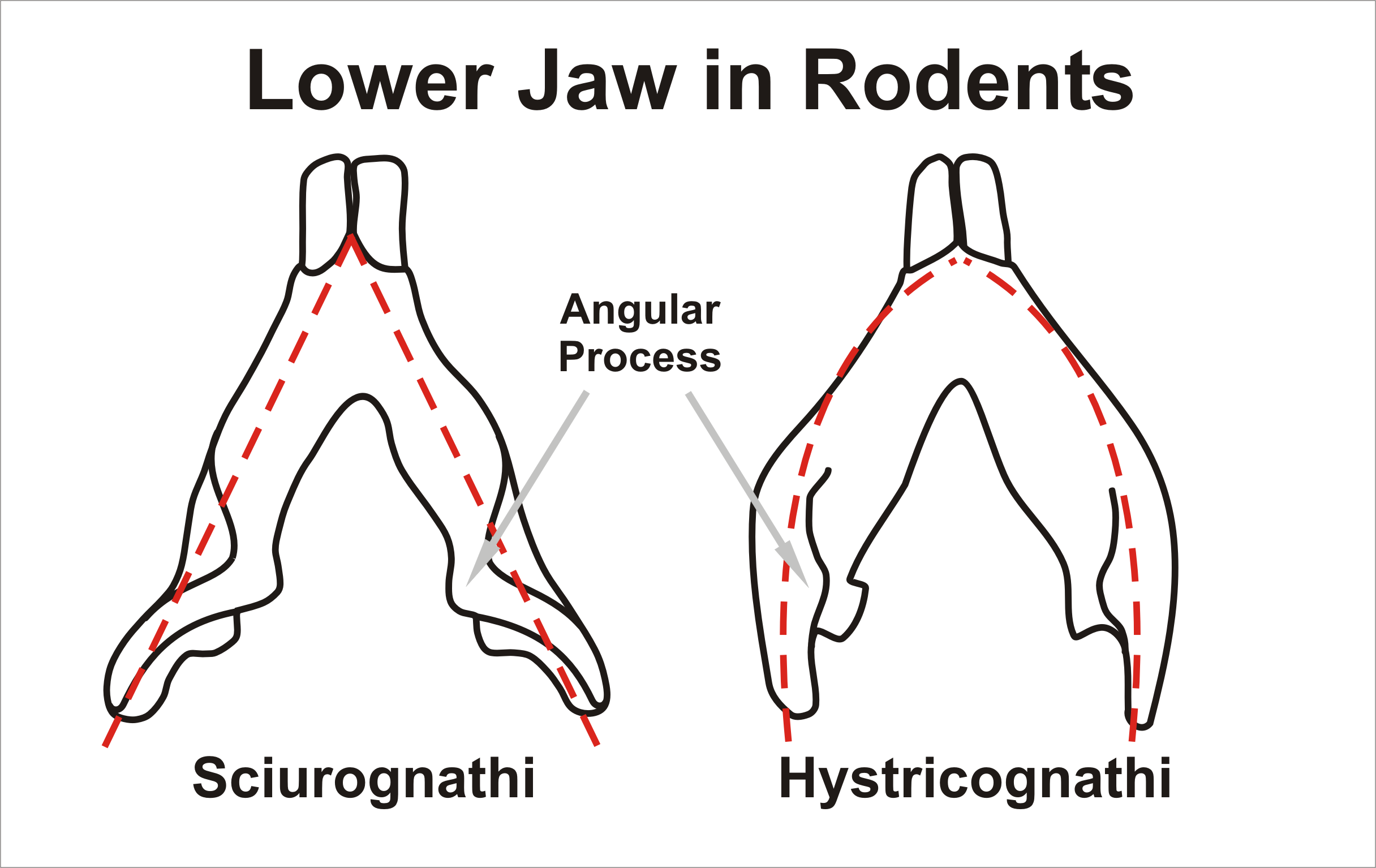
Fig.1

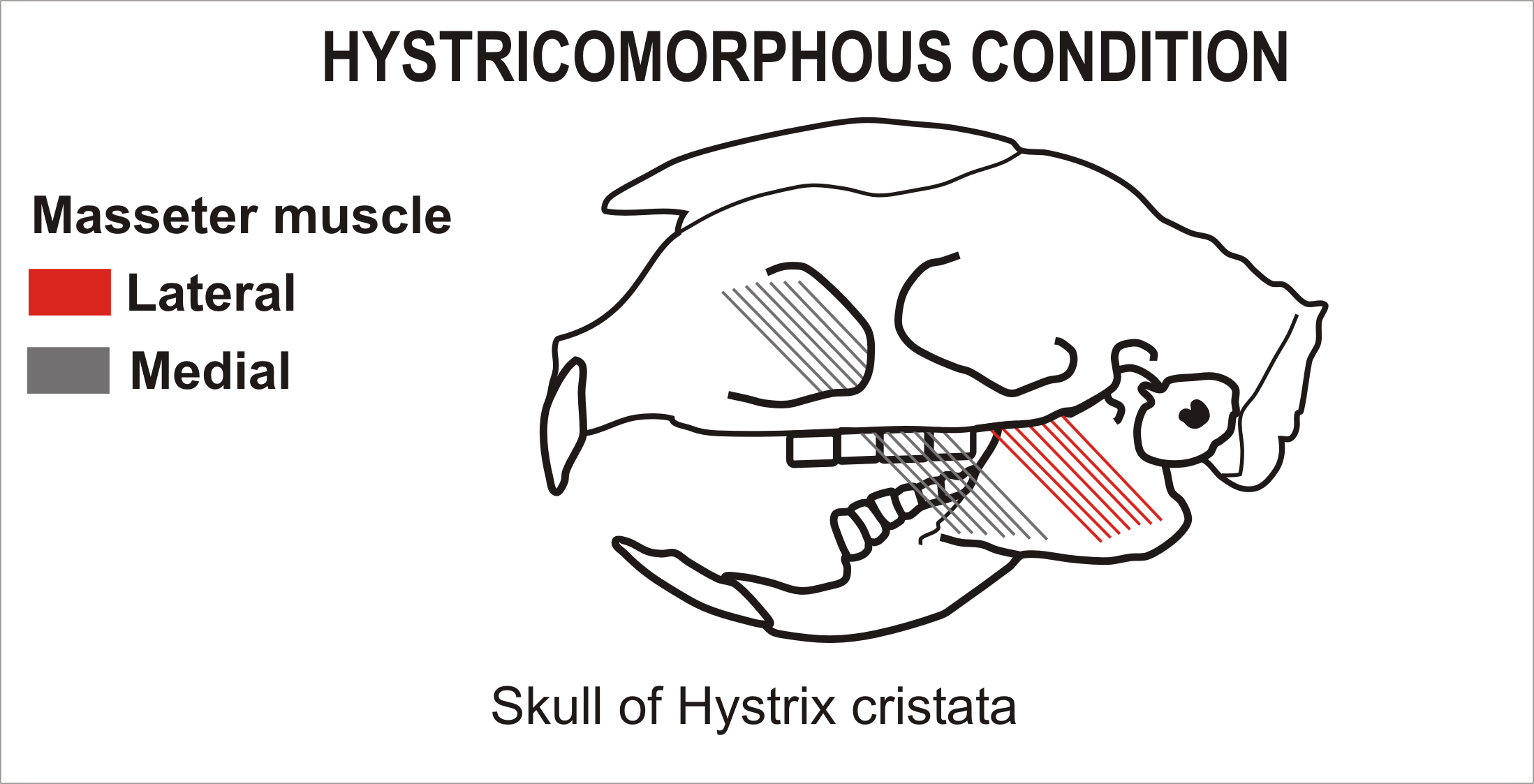
Fig.2

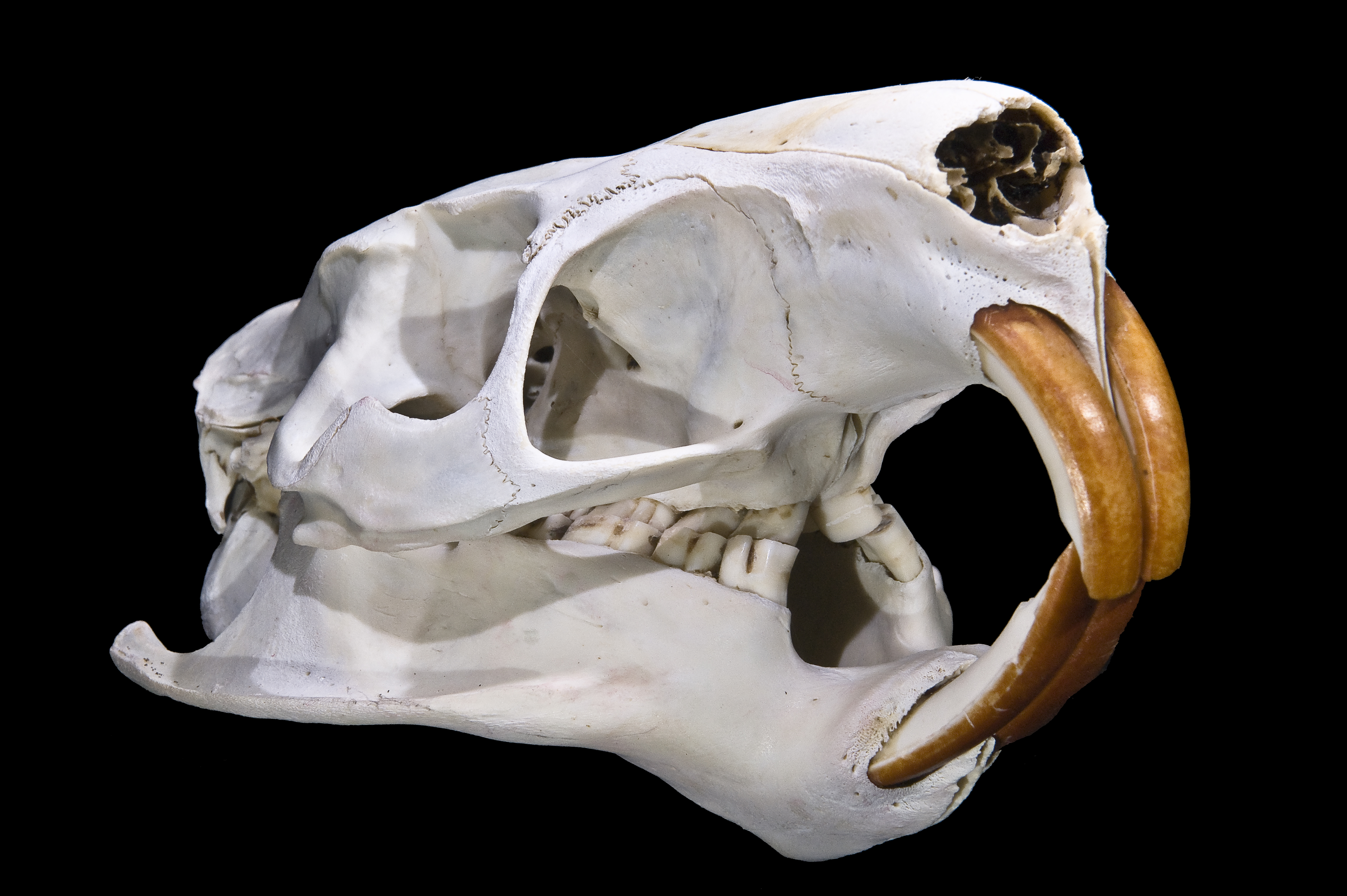
Cranio di Myocastor coypus

### Aspetto
Il corpo è tozzo e robusto. La pelliccia è composta da lunghi peli rigidi color marroncino o bruno-rossastro. Questi peli nascondono quasi completamente il sotto-pelliccia grigio scuro, soffice, denso e vellutato. Le parti ventrali sono giallo chiaro e meno ruvide delle parti dorsali. Il mento è ricoperto di peli biancastri. Durante l'inverno la pelliccia diventa più folta e densa. La pelliccia della sottospecie M.c.melanops è più scura, probabilmente in relazione ai climi più freddi ed umidi delle regioni più meridionali del continente sud-americano dove è presente. La testa è larga e di forma triangolare, gli occhi e le orecchie sono piccoli e, insieme alle narici, sono situate nella parte superiore della testa. Le vibrisse sono lunghe. Gli arti sono relativamente corti.
I piedi sono più lunghi delle zampe anteriori e sono muniti di 5 dita, di cui le prime 4 sono connesse tra loro da una membrana cutanea, mentre il quinto è libero ed è solitamente utilizzato per pettinare la pelliccia. La pianta dei piedi è priva di peli. Le zampe anteriori hanno 4 dita lunghe, flessibili, non palmate e con un pollice rudimentale. Gli artigli sono affilati e robusti. Una secrezione oleosa, utilizzata per lubrificare il pelo e probabilmente anche per marcare il territorio, viene emessa da alcune ghiandole poste sui lati del muso nella zona dove sorgono le vibrisse e intorno alla regione anale. La coda è più corta della testa e del corpo, è ricoperta finemente di peli tranne che alla base e di scaglie. La sua forma è cilindrica, non compressa lateralmente come nel topo muschiato. Le femmine hanno 4-5 paia di mammelle toraciche, situate molto in alto sui lati del corpo, per agevolare il succhiamento dei piccoli anche durante il nuoto. Il cariotipo è 2n=42 FN=76.

## Biologia

### Comportamento
È una specie semi-acquatica, notturna e serale, anche se è spesso visibile di giorno, in particolare durante i periodi più freddi. Vive in acquitrini, rive dei laghi e corsi d'acqua lenti. Sebbene preferisca acqua dolce e fresca, alcune popolazioni delle isole cilene vivono in acque salate o salmastre. Costruisce piattaforme di vegetazione dove si nutre e si cura la pelliccia. Utilizza tane di altri animali come rifugio, oppure scava sistemi di cunicoli che variano da semplici tunnel a complessi di camere e passaggi che si estendono per oltre 15 metri.
Traccia anche percorsi nell'erba alta e può allontanarsi fino a 180 metri dai rifugi. La maggior parte del suo tempo lo passa a nuotare o brucare le piante acquatiche. Può rimanere in immersione anche per più di 10 minuti. In acqua si spinge in avanti con colpi alternati dei piedi posteriori palmati. Vive in coppie o piccoli gruppi basati su diverse femmine imparentate tra loro, ma la presenza di molti individui in condizioni ambientali favorevoli può dare l'impressione di formare grandi colonie. I maschi sono spesso solitari ed erratici.

### Alimentazione

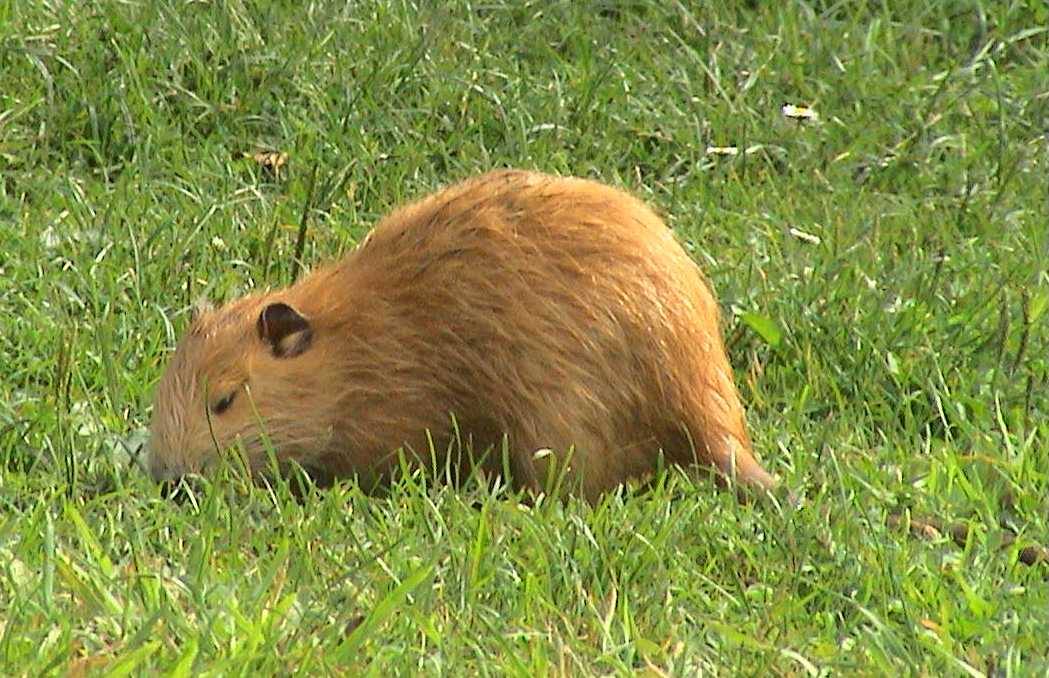
Esemplare di Nutria dalla pelliccia chiara (Lehde)

Si nutre principalmente di parti vegetali, tra le quali preferisce le radici, i tuberi e i rizomi. Nelle regioni dove è stata introdotta si ciba di qualsiasi coltura disponibile. A elevate densità di popolazione riduce drasticamente la presenza di piante acquatiche, causando la formazione di acque aperte al posto di lagune e acquitrini.

### Riproduzione
In cattività è stata osservata riprodursi durante tutto l'anno. Ciò può verosimilmente verificarsi anche allo stato selvatico. In Cile sono state osservate nascite in primavera ed estate. Le femmine sono poliestre e possono partorire 2-3 volte l'anno. Si può verificare un estro post-partum dopo 1-2 giorni dal parto. L'estro dura 24-26 giorni. Hanno un periodo di ricettività di 1-4 giorni. L'ovulazione può essere indotta. La gestazione dura 128-130 giorni.
Mediamente partoriscono 5 piccoli alla volta, con un minimo di un solo nascituro ed un massimo di 13. Appena nato il piccolo pesa circa 100 g, è completamente ricoperto di pelo ed ha gli occhi aperti. Può sopravvivere lontano dalla madre già a soli 5 giorni di vita, ma di solito rimane con essa fino a 6-10 settimane. Raggiunge la maturità sessuale se nato in estate a 6-10 settimane, mentre i nati in autunno a 6-7 settimane. L'80% della mortalità di questa specie avviene nel primo anno di vita. In pochi raggiungono più di 2 o 3 anni. In cattività invece è stata riscontrata un'aspettativa di vita fino a 10 anni.

## Distribuzione e habitat

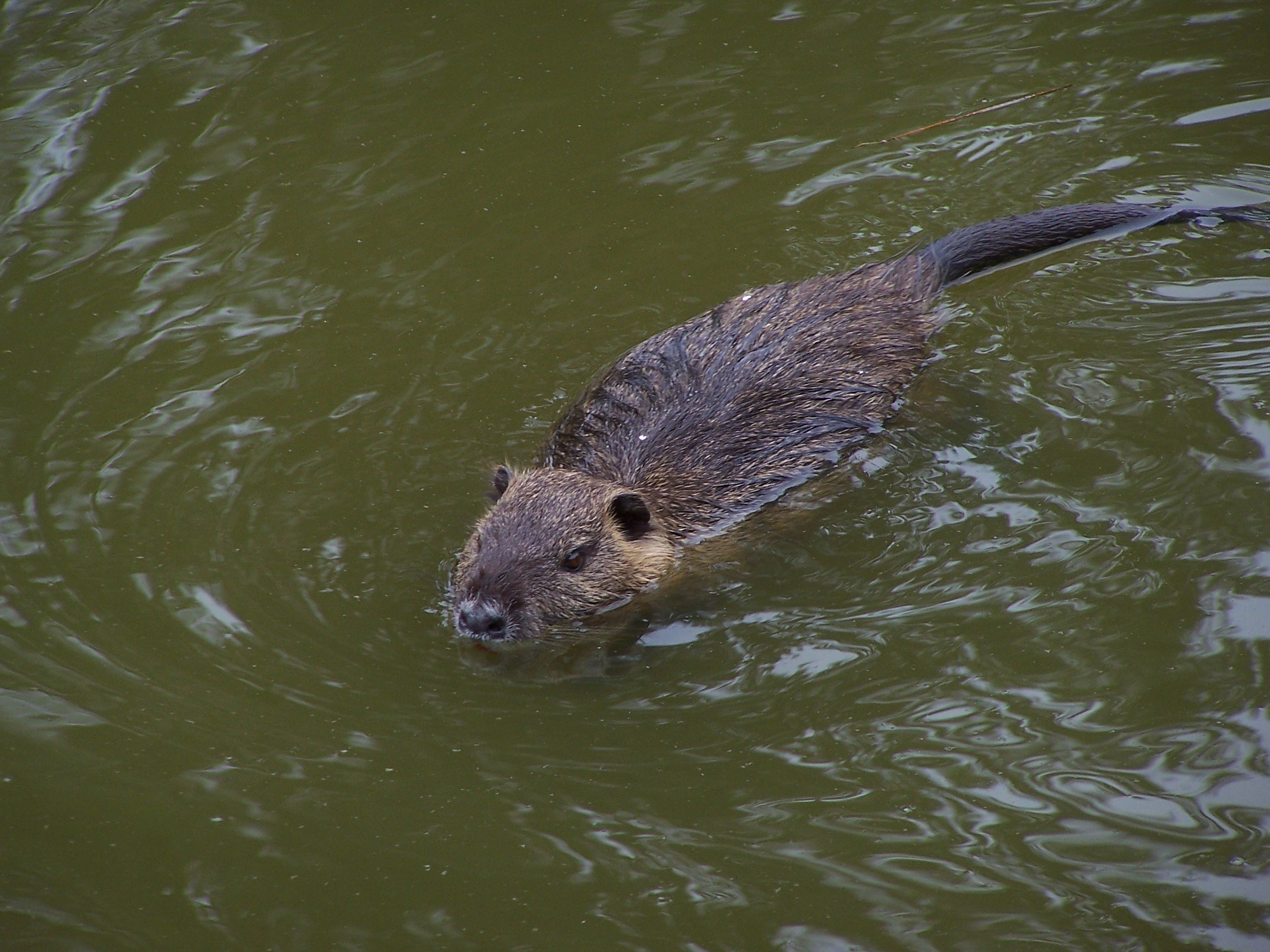
Una nutria nuota in un canale in Francia

Questa specie è originaria della parte meridionale del continente sud-americano, dal Paraguay e dalla Bolivia centrale e meridionale fino alla Terra del Fuoco; è una specie tipica di pianura, sebbene possa raggiungere sulle Ande altitudini fino a 1190 metri. Nei primi anni del XIX secolo si sviluppò una richiesta della sua pelliccia (detta appunto "pelliccia di castorino") per scopi commerciali. Divenne quindi abbastanza raro nel suo areale originario. Agli inizi del Novecento si decise quindi di regolare la caccia indiscriminata e di generare allevamenti intensivi di questa specie.
Zone di allevamento furono create sia nelle zone d'origine che in altre parti del mondo. Alcuni individui fuggiti da queste aree o introdotti deliberatamente per poter generare popolazioni ferine si stabilirono quindi in Canada, Stati Uniti Regno Unito, Francia, Paesi Bassi, Scandinavia, Germania, Asia minore, Caucaso, Asia centrale e Giappone. Alcune di queste colonie, tuttavia, risultarono essere in seguito effimere, poiché non molto resistenti agli inverni freddi.

### In Italia

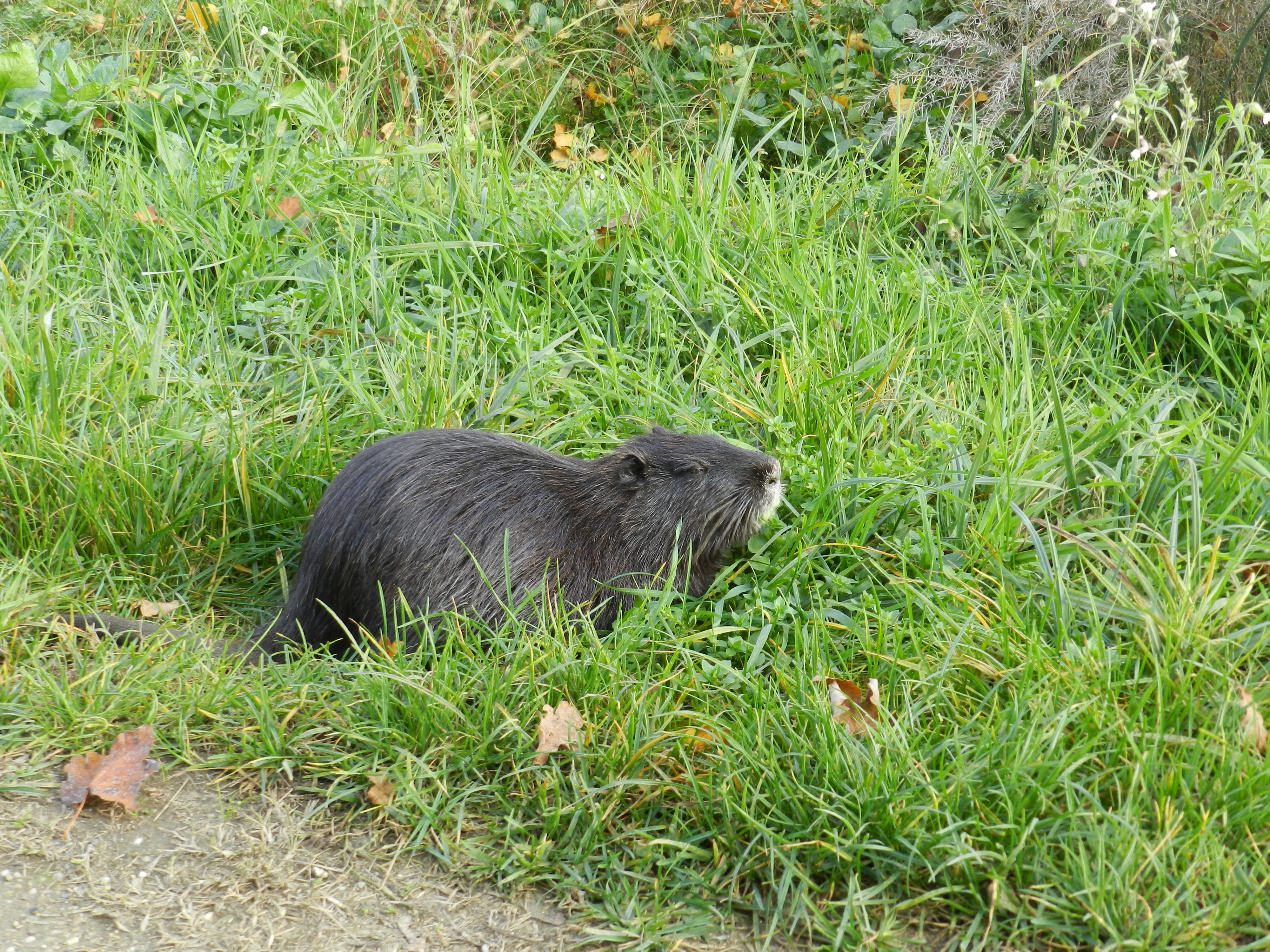
Nutria nel Parco della Mandria, in Piemonte

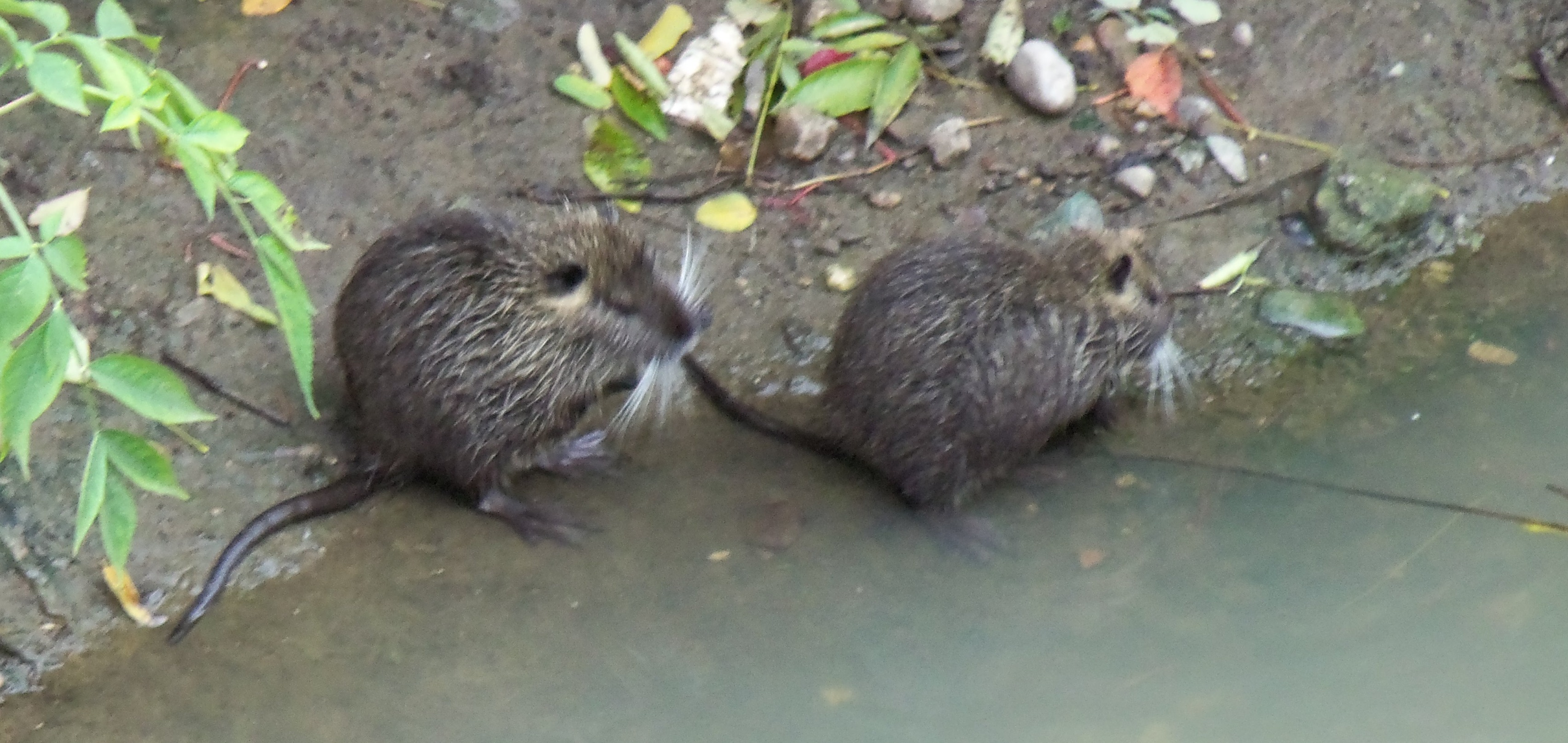
Una coppia di nutrie (Myocastor coypus) sulla Vettabbia, nell'ex area del Porto di Mare

Introdotto e poi allevato in Italia per scopi commerciali (pelliccia), gli esemplari fuggiti o rilasciati dall’uomo hanno portato a un notevole incremento della sua diffusione a livello selvatico. Specialmente negli ultimi anni si è espanso nella Pianura Padana, in Toscana, lungo la costa adriatica dal corso del fiume Brenta e fiume Sile in Veneto, in Friuli-Venezia Giulia fino all'Abruzzo e sul versante tirrenico settentrionale e centrale del Lazio, creando notevoli disagi.
Presenze localizzate si hanno anche nell'Italia meridionale, nell'alta Campania, in Sicilia (per esempio, nella riserva naturale del fiume Irminio) e Sardegna.

## Tassonomia
Alcuni autori trattano la famiglia dei Myocastoridae come sottofamiglia dei Capromyidae.

Sono state riconosciute 4 sottospecie:
- M.c.coypus: Argentina centrale, Cile settentrionale e centrale;
- M.c.bonariensis (E.Geoffroy, 1805): Paraguay, Brasile meridionale, Bolivia centrale e meridionale, Argentina settentrionale, Uruguay;
- M.c.melanops (Osgood, 1943): Cile meridionale, Argentina meridionale, Arcipelago del los Chonos, isola di Chiloé;
- M.c.santacruzae (Hollister, 1914): Argentina sud-orientale.

## Conservazione

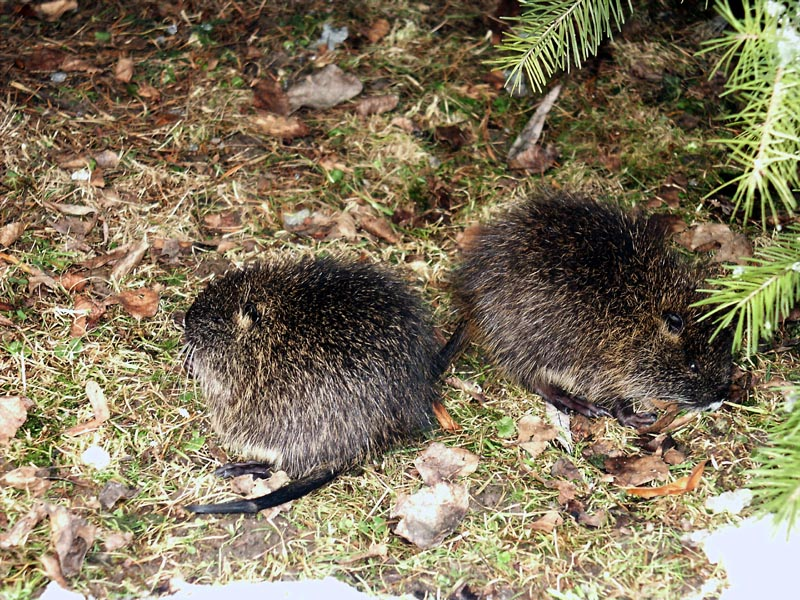
Cuccioli di nutria

La IUCN Red List, considerato il vasto areale e la popolazione numerosa, classifica M.coypus come specie a rischio minimo (Least Concern).

## Rapporti con gli umani
La nutria viene presa come preda dai cacciatori per la sua pelliccia e in alcune regioni del mondo anche come fonte di cibo.
Predilige scavare tane negli argini che presentano inclinazioni superiori ai 45 gradi, quindi strutturalmente instabili. Danneggiano dighe e sistemi di irrigazione e provocano esondazioni. Difficilmente si allontana oltre 4 metri dal corso d'acqua, ma può rappresentare un rischio per le colture terrestri quando c'è una carenza di piante acquatiche, inoltre può danneggiare le risaie.
Alcuni stati hanno intrapreso attività di eradicazione nel proprio territorio, senza per altro ottenere risultati definitivi. Solo in Inghilterra nessun individuo risulta essere stato più catturato dal 1989.

## Specie invasiva
È inserita nell'elenco delle 100 specie invasive più dannose al mondo.
Oltre a rappresentare una vera minaccia per l’integrità degli argini di canali e fiumi, tale da aumentare il rischio di inondazioni, la specie si è adattata a mangiare le coltivazioni europee ed è in grado di danneggiarle. Le carcasse, inoltre, possono a volte essere raccolte con i prodotti agricoli e finire macinate ed offerte in pasto sotto forma di polveri, come mangime a grossi mammiferi erbivori, che non dovrebbero mai avere carne nella dieta, con la possibilità di indurre malattie molto gravi al bestiame e potenzialmente alle persone. È anche un vettore di parassiti ed altri agenti patogeni pericolosi per gli umani.
L'impatto sulle altre specie e sugli ecosistemi è forte: le nutrie affondano i nidi galleggianti sull'acqua di certe specie di uccelli, impedendone il riposo e la riproduzione. Date le grosse dimensioni competono direttamente con specie di roditori più piccole e dato che mangiano enormi quantità di certe specie vegetali acquatiche ne determinano la scomparsa, o una tale riduzione da compromettere l'equilibrio degli ecosistemi che ne dipendono.

## Predatori
La nutria è soggetta alla caccia da parte di diversi predatori. In Russia sono stati osservati come principali predatori mammiferi il cane, lo sciacallo dorato, il lupo grigio e il gatto della giungla. In Sud America è predata dal giaguaro, il puma, l'ocelotto e il gatto tigre. Altri mammiferi che si nutrono di essa sono la volpe rossa e l'ermellino. Gli uccelli principali cacciatori sono la poiana spallerosse, il falco di palude e l'allocco. Il predatore più comune in Sud America risulta comunque essere il caimano. L'assenza di questi predatori in Europa la rende una specie invasiva fra le più pericolose.

## Evoluzione
I Myocastoridae probabilmente si sono evoluti in Sud America durante l'Oligocene da un ramo degli Adelophomyinae, appartenenti alla famiglia degli Echimyidae. Il primo membro conosciuto della famiglia è Prospaniomys del tardo Oligocene ed è rimasto sostanzialmente un gruppo nativo della Patagonia sin da allora. Altri generi più recenti, vissuti nel Miocene sono Spaniomys, Haplostropha e Strophostephanus, fino a Paramyocastor e Isomyopotamus del tardo Pliocene.